# Thaksin Shinawatra
Thaksin Shinawatra (en tailandés: ทักษิณ ชินวัตร, IPA: [tʰáksǐn tɕʰinwát]; 26 de julio de 1949) es un político y magnate tailandés, ex primer ministro derrocado el 19 de septiembre de 2006 y líder del partido Thai Rak Thai.

## Biografía
Thaksin Shinawatra estudió en la Escuela de Cadetes de la Policía Tailandesa, uniéndose en 1973, a la Policía Real Tailandesa. Obtuvo el grado de master en Justicia Criminal por la Universidad del Este de Kentucky en los Estados Unidos en 1975, y tres años más tarde obtuvo el doctorado en Justicia Criminal por la Universidad Estatal de Houston en Sam.
Antes de su incursión en la política Thaksin fue el fundador de la Corporación Shin, dueña de la operadora móvil más grande de Tailandia. Thaksin es el individuo más rico de Tailandia, aunque antes de ser primer ministro transfirió todas las compañías bajo su propiedad a miembros de su familia. Su esposa Potjaman Shinawatra ha sido su mano derecha tanto en la dirección de sus negocios como de su carrera política. 
Thaksin tiene 3 hijos: Panthongtae Shinawatra, Pinthontha Shinawatra y Paethongtharn Shinawatra.
Thaksin frecuentemente se refiere por la prensa y los críticos como "Na Liam" (en tailandés: หน้าเหลี่ยม, "cara cuadrada") y "Maeo" (en tailandés: แม้ว, un término despectivo para las personas de la tribu indígena hmong). Fue derrocado en un golpe de Estado llevado a cabo por el Ejército Tailandés para incrementar la lealtad popular a la monarquía.
Es hermano de Yingluck Shinawatra, elegida primera ministra de Tailandia el 5 de agosto de 2011 y destituida el 7 de mayo de 2014 por abuso de poder.

## Primer ministro de Tailandia
Según la politóloga Eugénie Mérieau, Thaksin "sacudió el orden jerárquico tradicional al exigir una reforma del espacio político antes reservado a personas calificadas de 'superiores' en términos de moralidad y competencia, excluyendo a los trabajadores pobres y a los pequeños campesinos considerados demasiado incultos para votar. Esta democratización fue acompañada, en el frente económico, de estímulos keynesianos para combatir la pobreza y la creciente desigualdad resultante de la crisis asiática de 1997, junto con políticas claramente neoliberales.
Creó una seguridad social en los tres primeros meses de su mandato, su reforma más importante, otorgando a los tailandeses pobres el derecho a la asistencia sanitaria. En respuesta al sobreendeudamiento de los agricultores tras la crisis financiera de 1997, Thaksin declaró una moratoria de la deuda. También puso en marcha un fondo de microcréditos y aldeas para impulsar la economía rural, así como un sistema de becas para provinciales.
Consiguió financiar sus reformas y obtuvo buenos resultados en términos de gestión de la deuda pública y tasa de crecimiento, al tiempo que reducía la pobreza.

## Negocios

### Ordenadores
En 1987, Thaksin abandona el cuerpo policial para embarcarse junto a su esposa en el negocio de distribución y alquiler de ordenadores a departamentos gubernamentales, entre estos el de la Policía.
Shinawatra Computer Company creció rápidamente con ayuda de los contratos firmados con el Gobierno y los monopolios de telefonía móvil, televisión por cable y, más tarde, satélites de comunicaciones.

### Manchester City
En verano de 2007, el ex primer ministro se hizo con el Manchester City, equipo de la Premier League inglesa, por una cantidad de 121 millones de euros.
El político tailandés, que se mantiene en el exilio londinense desde el golpe  militar del 19 de septiembre de 2006, ya sopesó la compra de otros clubes británicos como el Liverpool.
El pasado 16 de noviembre de 2007, Thaksin fichó a tres jóvenes internacionales absolutos con Tailandia para la primera plantilla del club. Suree Sukha, un extremo derecho de 24 años; Kiatprawut Saiwaew un defensa central de 21 años y Teerasil Dangda, delantero de 19 años. Los fichajes fueron expreso deseo del magnate asiático, por lo que Sven-Göran Eriksson, técnico del City, no quiso desvelar si tienen el nivel suficiente para permanecer esta temporada en la primera plantilla.

## Procesos judiciales
Antes de llegar al poder en 2001, Shinawatra donó a su esposa, hijos y otros miembros de su familia, el conjunto de empresas que había fundado desde que abandonó el ejército. En 2006, siendo ya primer ministro, su familia vendió a la compañía estatal de Singapur, Temasek Holdings, el 49,6 por ciento de Shin Corporation por 2 230 millones de dólares, libre de impuestos. La operación estaba prohibida por la legislación tailandesa. Esta fue la acusación más grave que los líderes golpistas dieron en su día para justificar el cambio de régimen.
Shinawatra está acusado en otro juicio por la concesión de un préstamo a la Junta militar de Birmania, actuando como primer ministro, por importe de 170 millones de dólares, para que Birmania adquiriera otra compañía de la familia de Shinawatra, Shin Satellite. Se presentó en el país pero en agosto de 2007 violó la libertad provisional y volvió al Reino Unido
El mismo día que la coalición gobernante elegía a su cuñado, Somchai Wongsawat, como candidato a primer ministro, el Tribunal Supremo de Tailandia emitió una nueva orden de arresto contra Shinawatra, la segunda desde el golpe de Estado, esta vez por la venta de Shin Corporation.
El Tribunal Supremo tailandés lo declaró culpable y lo condenó a dos años de prisión por corrupción el 21 de octubre de 2008, por la enajenación de unas propiedades inmobiliarias a su esposa cuando era jefe de gobierno, a la que el tribunal absolvió. Los bienes comprados en 2003 a precios preferenciales, se encontraban en el centro de Bangkok. Los terrenos habían sido adquiridos por Tailandia a instituciones financieras en 1995. El tribunal consideró que «Thaksin violó el artículo de la Constitución que previene el conflicto de interés, dado que entonces era primer ministro y jefe de gobierno, y se suponía que iba a trabajar para el beneficio de los sectores públicos».
En agosto de 2023 ingresa en una prisión al norte de Bangkok tras volver de 15 años de exilio para cumplir 8 años de cárcel por tres condenas.